# Aldo Mazzacane
Aldo Mazzacane (* 2. September 1943 in Cerreto Sannita; † 29. Februar 2016 in Neapel) war ein italienischer Rechtshistoriker.
Er legte 1965 seine Promotion an der Universität Neapel Federico II ab. Danach war er bis 1971 Assistent an der Universität Rom, von 1972 bis 1979 Professor an der Universität Messina und von 1980 an dasselbe an der Universität Neapel Federico II. Seit 1999 war er Direktor des Instituts für Römisches Recht und Rechtsgeschichte ebenda. Er war seit 1998 Mitglied des Wissenschaftlichen Beirats des Max-Planck-Instituts für europäische Rechtsgeschichte in Frankfurt am Main und Mitglied der Vereinigung für Verfassungsgeschichte.
Mazzacane befasste sich mit der deutschen und europäischen Rechtsgeschichte des 19. und 20. Jahrhunderts.

## Schriften (Auswahl)
- als Herausgeber mit Alessandro Somma, Michael Stolleis: Korporativismus in den südeuropäischen Diktaturen. = Il corporativismo nelle dittature sudeuropee (= Studien zur europäischen Rechtsgeschichte. 185 = Das Europa der Diktatur. 6). Klostermann, Frankfurt am Main 2005, ISBN 3-465-03417-1.
- als Herausgeber: Diritto economia e istituzioni nell’Italia fascista (= Das Europa der Diktatur. Wirtschaftskontrolle und Recht. 2). Nomos, Baden-Baden 2002, ISBN 3-7890-7897-2.
- als Herausgeber mit Reiner Schulze: Die deutsche und die italienische Rechtskultur im „Zeitalter der Vergleichung“ (= Schriften zur europäischen Rechts- und Verfassungsgeschichte. 15). Duncker & Humblot, Berlin 1995, ISBN 3-428-08273-7.
- als Herausgeber: Friedrich Carl von Savigny: Vorlesungen über juristische Methodologie 1802–1842 (= Savignyana. Texte und Studien. 2 = Studien zur europäischen Rechtsgeschichte. 63). Klostermann, Frankfurt am Main 1993, ISBN 3-465-02591-1.